# Lac Boyd
Lac Boyd är en sjö i Kanada.   Den ligger i provinsen Québec, i den östra delen av landet, 800 km norr om huvudstaden Ottawa. Lac Boyd ligger 196 meter över havet. Arean är 111 kvadratkilometer. Den sträcker sig 22,2 kilometer i nord-sydlig riktning, och 22,7 kilometer i öst-västlig riktning.
Trakten runt Lac Boyd är nära nog obefolkad, med mindre än två invånare per kvadratkilometer.